# Jan Cornet
Jan Cornet est un acteur espagnol né le 24 février 1982 à Terrassa. Il est notamment connu pour son rôle dans La piel que habito pour lequel il a reçu le prix Goya du meilleur espoir masculin.

## Filmographie sélective

### Cinéma
- 2005 : La noche del hermano  de Santiago García de Leániz : Jaime
- 2011 : La piel que habito de Pedro Almodóvar : Vincente
- 2012 : Red Lights de Rodrigo Cortés : David Matheson
- 2012 : Buscando a Eimish d'Ana Rodríguez Rosell : Roberto
- 2014 : Perdona si te llamo Amor de Joaquin Llamas : Marcelo
- 2016 : La résurrection du Christ de Kevin Reynolds : Thomas/Dydimus

### Télévision
- 2005 : Motivos personales : Jaime Acosta Pedraza
- 2009-2010 : Hay alguien ahí : Faust

## Distinctions
- 2012 : Prix Goya du meilleur espoir masculin pour La piel que habito.